# Mathildidae
Mathildidae zijn een familie van weekdieren uit de klasse van de Gastropoda (slakken).

## Taxonomie
De volgende geslachten zijn bij de familie ingedeeld:
- Brookesena Finlay, 1926
- † Eomathilda Finlay & Marwick, 1937
- Mathilda Semper, 1865
  - = Eucharilda Iredale, 1929
  - = Fimbriatella Sacco, 1895
  - = Granulicharilda Kuroda & Habe in Kuroda, Habe & Oyama, 1971
  - = Mathildona Iredale, 1929
  - = Opimilda Iredale, 1929
- Tuba Lea, 1833
  - = Gegania Jeffreys, 1884
  - = Kaitangata Finlay & Marwick, 1937
  - = Tubena Marwick, 1943
- Turritellopsis G.O. Sars, 1878
- † Veterator Laws, 1944